# 杜康控股
杜康控股有限公司（英語：Dukang Distillers Holdings Limited）簡稱杜康控股，在2009年當時由河南省洛陽市人民政府批准成立，由汝陽杜康和伊川杜康組成控股公司而設。2010年5月13日，由祥龍控股有限公司換取上市，董事長為高峰，以及總裁為吳書青，而品牌則有「杜康」及「四五」。
主要業務是生產及銷售各類酒精產品。總部位於河南省洛陽市紗廠南路信安商務南樓6樓。
2011年3月19日，集團發行臺灣存託憑證，以每股20-21元新台幣招股價，發行1.3億股新股。2021年7月20日，台灣證交所宣布杜康控股不符合上市公司條件，將於8月31日終止其臺灣存託憑證上市。

## 掛牌歷程
杜康於2008年9月公司先在新加坡證券交易所主板掛牌交易，2010年在新加坡的母股一度價格衝上一股9.3塊。
2011年3月，在台灣證券交易所發行臺灣存託憑證共發行13萬張，總金額約新台幣24億。由於台灣上市公司只有一家酒業相關，故無此分類，只能編為食品股。
掛牌之初，董事曾出具承諾書於台灣存託憑證終止上市時，將依台灣證券交易所「上市公司申請有價證券終止上市處理程序」規定，無限制收購在外流通的杜康控股台灣存託憑證。
2021年7月20日，台灣證交所宣布杜康控股不符合上市公司條件，將於8月31日終止其臺灣存託憑證上市。

## 外部連結
- Dukang.com （页面存档备份，存于）